# Lands of Murders
Pour plus de détails, voir Fiche technique et Distribution.
Lands of Murders (Freies Land) est un film allemand réalisé par Christian Alvart, sorti en 2019.
C'est l'adaptation allemande du film espagnol La isla mínima sorti en 2014.

## Synopsis
Après la disparition soudaine de deux sœurs sans laisser de trace dans la région de l'Oder en 1992, les deux enquêteurs fondamentalement différents Markus Bach et Patrick Stein sont envoyés en Allemagne de l'Est pour enquêter sur le crime présumé. Pour les villageois, le cas est clair: les filles ont fui la tête la première vers l'Ouest, vers Berlin, comme plusieurs autres filles auparavant. Comme les deux collègues le découvrent bientôt, la vie dans les coins reculés de l'Allemagne suit son propre rythme, l'industrie ferme et les gens vivotent de contrebande sur le fleuve. Les  inspecteurs Bach et Stein sont surpris que personne ne s'inquiète pour les disparus et que personne ne veuille leur parler de l'affaire. Dans le village, ils se frayent un chemin à travers un bourbier de mensonges et d'intrigues et la recherche de l'agresseur devient une affaire laborieuse.

## Fiche technique
- Titre original : Freies Land
- Titre français : Lands of Murders
- Réalisation : Christian Alvart
- Scénario : Christian Alvart et Siegfried Kamml
- Costumes : Ingken Benesch
- Photographie : Christian Alvart
- Montage : Marc Hofmeister
- Musique : Christoph Schauer
- Pays d'origine : Allemagne
- Format : Couleurs - 35 mm - 2,35:1
- Genre : drame, thriller
- Durée : 128 minutes
- Dates de sortie :
  - France : 16 novembre 2019 (Arras Film Festival 2019) ; 22 juillet 2020 (sortie nationale)
  - Allemagne : 9 janvier 2020

## Distribution
- Trystan Pütter : Patrick Stein
- Felix Kramer : Markus Bach
- Nora von Waldstätten : Katharina Kraft
- Uwe Dag Berlin : Horst
- Ben Hartmann : Richard Horn
- Hanna Hilsdorf : Zoe
- Nurit Hirschfeld : Melanie Pons
- Leonard Kunz : Kevin
- Marc Limpach : Kalle Möller
- Marius Marx : Henner Kraft
- Asia Luna Mohmand : Miriam

## Sortie

### Accueil critique
En France, le site Allociné recense une moyenne des critiques presse de 3,4/5.
Pour Michel Valentin de La Croix, « Remake consciencieux du polar espagnol La isla mínima, ce film allemand en reprend habilement les ingrédients tout en les adaptant à la période qui a suivi la chute du Mur de Berlin. ».
Pour Eric Neuhoff du Figaro, « ce remake réussi de La isla mínima offre une plongée saisissante dans l'Allemagne tout juste réunifiée. ».
Pour Xavier Leherpeur de L'Obs, c'est « un polar tout en sueurs glacées, mais un rien bancal dans sa construction scénaristique, et qui aurait gagné à s’étoffer sur plusieurs épisodes. ».

## Distinction

### Sélection
- Arras Film Festival 2019 : sélection en compétition européenne